# アルカジー・ヴォリスキー

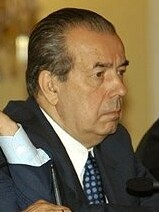
2003

アルカジー・イワノヴィッチ・ウォリスキー（ヴォリスキー、ボリスキー、Арка́дий Ива́нович Во́льский、Arkadii Ivanovich Vol'skii、1932年5月15日 － 2006年9月9日）は、ソビエト連邦及びロシアの党官僚（アパラチキ）、企業家、政治家。ソ連科学産業同盟会長、ロシア産業家企業家同盟会長を歴任した。

## 生涯
1932年5月15日ソビエト連邦白ロシア・ソビエト社会主義共和国（現在のベラルーシ）ゴメリ州ドブルシ市に生まれる。1955年モスクワ鉄鋼合金製造大学Московский государственный институт стали и сплавовを卒業する。大学卒業後は、モスクワのリハチョフ自動車工場に技師として就職する。1958年ソ連共産党に入党する。党官僚としての階梯を歩み始める。リハチョフ自動車工場で工場共産党委員会書記も務めた。
1969年ソ連共産党中央委員会機械工業部課長となり、機械工業部副部長、第一副部長を経て、1983年ユーリ・アンドロポフ書記長補佐官に就任する。1985年機械工業部長となり、1986年党中央委員に選出される。ミハイル・ゴルバチョフ政権時代には、中間派、穏健改革派の要人として存在がクローズアップされるようになり1990年ソ連産業界の企業家組織であるソ連科学工業同盟を結成し会長に選出される。
ソ連崩壊後は、1992年ソ連科学工業同盟を改組して発足したロシア産業家企業家同盟会長となり、ロシア産業界のトップとして活動した。エリツィン時代初期においては、その活動は単に産業界に留まらず、政界でも中道派を結集し政治ブロック「市民同盟」を結成するなど大きなものがあったが、1993年のモスクワ騒乱事件や、オリガルヒの台頭により最盛期と比較すると影響力は減っていったものの、ロシア産業界を代表する圧力団体の指導者として産業界の利益維持、政策提言などに力を尽くした。
日本の経済界との関係も深く、日露賢人会議のメンバーでもあった。
2006年9月9日白血病のため死去した。74歳。
生前のインタビューでアンドロポフがソ連を民族によらない41の州に分割する計画案を策定していたことを明らかにしていた。